# Rut, Tolmin
Rut este o localitate din comuna Tolmin, Slovenia, cu o populație de 60 de locuitori.